# Vápenka Biskup, Kvis a Kotrba
Vápenka Biskup, Kvis a Kotrba je bývalý průmyslový areál v Praze 5-Řeporyjích. Nachází se v ulici Mládkova na jejím východním konci, v ohybu Dalejského potoka poblíž lomu Mušlovka a národní přírodní památky Dalejský profil, severně od železniční trati. Budovy vápenky jsou v havarijním stavu, haly se secesní úpravou z počátku 20. století i klasicistní správní budova jsou rozbořené.

## Historie
Vápenka založená v roce 1895 firmou Biskup, Kvis a Kotrba těžila v Řeporyjích saturační vápenec pro cukrovary. Vápno bylo páleno nejprve v malé komorové peci (projekt František Zelenka) a poté v malé jednoduché peci. Výroba byla výnosná a firma zde díky tomu postavila jižně za železniční tratí dvacetikomorovou kruhovou vápenickou pec (stavitel Josef Blecha) a vedle ní další tovární objekty.
Firma po skončení 1. světové války postavila druhou, dvaadvacetikomorovou pec, v lomech zavedla strojní vrtání, vybudovala strojovnu, drtírnu štěrku a mletého vápna. K závodu vybudovala malou silnici z Řeporyj pro nákladní automobily a s železnicí se spojila dvěma vlečkami. Výkonnost vápenky ve 30. letech 20. století byla 1240 vagonů vápna ročně.
Lomy, obě kruhové pece a výsypky byly propojeny rozsáhlým systémem úzkokolejných drah o rozchodu 600 milimetrů. Na nich se používaly motorové lokomotivy, vozový park tvořily hunty a kiplory různých typů.
V letech 1939–1945 se zde vyrábělo pouze vápno. Po roce 1953 byla kruhová pec zbořena. Roku 2000 areál vyhořel, zůstaly pouze obvodové zdi a některé opuštěné lomové štoly.

## Galerie

Vápenka Biskup, Kvis a Kotrba (na dobových fotograriích)
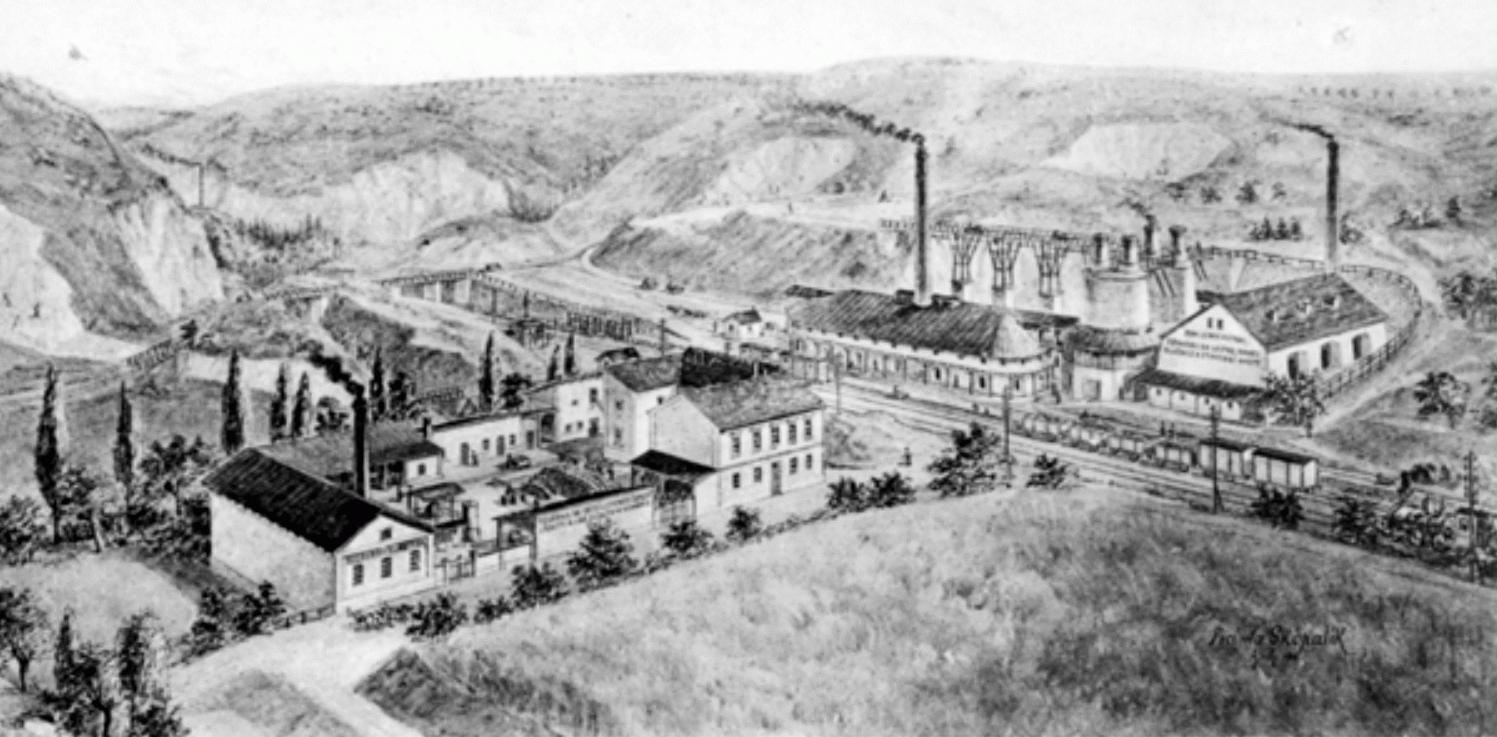
Celkový pohled na areál vápenky v roce 1908 na propagační kresbě českého architekta Františka Skopalíka (1863–1936). V levé části kresby je vidět lom Mušlovku a za ním pak Černý lom (dříve lom „Kamčatka“)
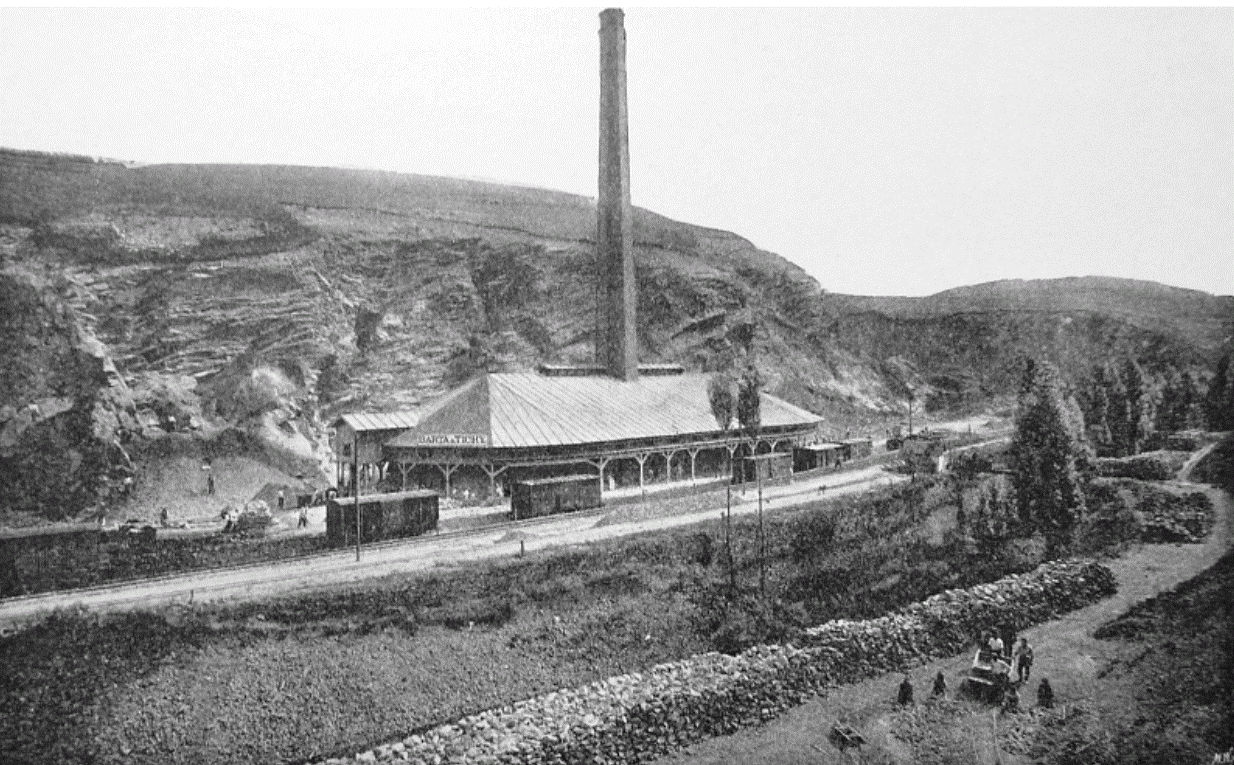
Celkový pohled na pec k pálení vápna (součást areálu vápenky)
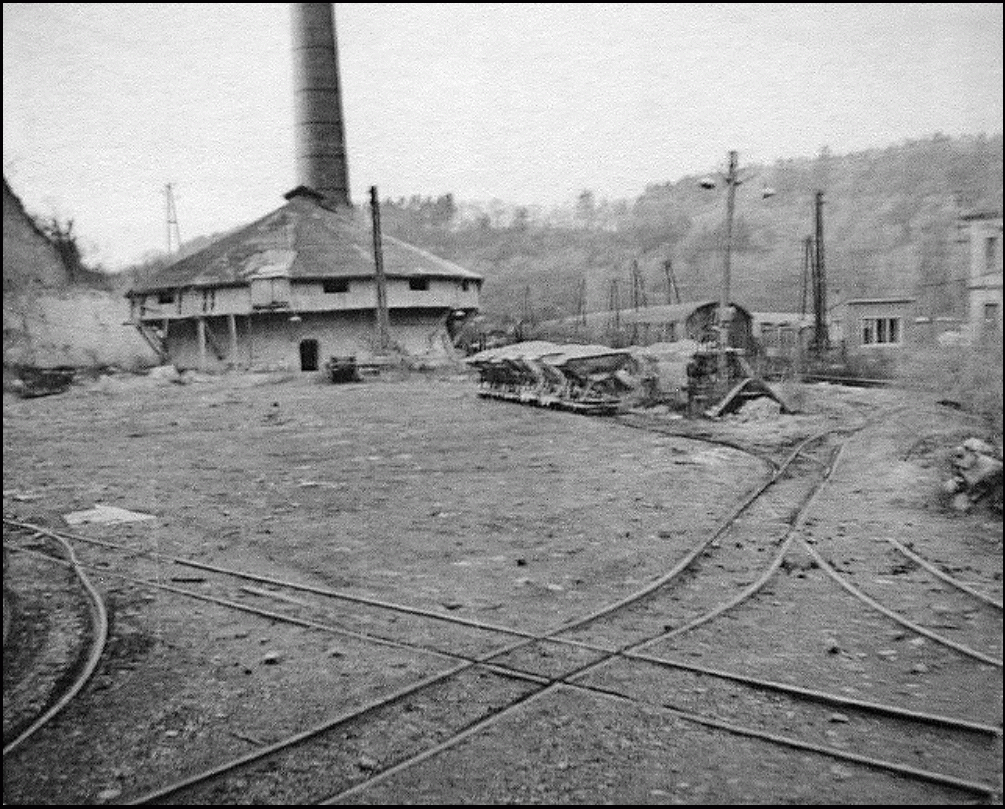
Boční pohled na pec k pálení vápna (součást areálu vápenky)